# 通俗伊蘇普物語
『通俗伊蘇普物語』（つうぞくイソップものがたり）は、明治時代に渡部温が出版した『イソップ寓話』の和訳。全6巻。

## 成立
第1巻から第5巻の原本は1863年（文久3年）にトマス・ジェームズ（Thomas James）がロンドンで発行した、イソップ寓話集の英訳本“ÆSOP'S FABLES, John Murray”である。この英訳本を1868年（明治元年）に英国留学から帰国した外山捨八が持ち帰り、渡部が譲り受けて翻訳したものである。また、第6巻はフィラー・タウンゼント（Fyler Townsend）がロンドンで発行した、イソップ寓話集の英訳本“Three Hundred Aesop's Fables”を翻訳したものである。

## 書誌
第1巻の見返しには「明治五壬申官許」と記されている。また、第4巻の見返しには「明治六癸酉官許」と記されている。当時発行された新聞広告によると、前編3冊は1873年（明治6年）4月に、後編3冊は1873年（明治6年）12月に刊行されたものである。全237話。
1888年（明治21年）12月に本書の増補改訂版が英語原文別冊とともに刊行された。全280話。

## その他
本書はベストセラーとなり、また小学校の修身の教科書としても用いられた。
アイソーポスの英語表記Æesopをイソップと発音するようになったのは、本書の題名によるものである。
本書の挿絵を担当した絵師は、河鍋暁斎、藤沢梅南、榊篁邨である。
特に「通俗」を謳った背景として、「兎角、後期（あと）から出て来るものじゃ・・・」など、江戸っ子の口語を多用した分り易い言い回しを意識的に使用した事が挙げられる。